# Krimnicksee
Der Krimnicksee ist ein Binnensee im Landkreis Dahme-Spreewald in Brandenburg, an dem verschiedene Stadtteile von Königs Wusterhausen liegen. Er liegt zwischen Neue Mühle, Senzig und Zernsdorf. Der Krimnicksee geht im Osten in den Krüpelsee über. Beide Seen haben eine Länge von gut 4 Kilometer. Durch den See fließt die Dahme. Zwischen der Landzunge Husareneck im Tiergarten und der Schleuse Neue Mühle wird die Dahme auch Staabe genannt.
Der Krimnicksee ist Bestandteil der Bundeswasserstraße Dahme-Wasserstraße der Wasserstraßenklasse I; zuständig ist das Wasserstraßen- und Schifffahrtsamt Spree-Havel. Nördlich des Krimnicksees verläuft die Bahnstrecke Grunow–Königs Wusterhausen. Am nördlichen Ufer des Krimnicksees befindet sich das Strandbad Neue Mühle.
Der Name leitet sich vom altpolabischen Wort *krinka mit der Bedeutung „kleine Muschel, kleine schüsselartige Vertiefung im Gelände“ ab.